# Petr Nedvěd
Petr Nedvěd (Liberec, 9 dicembre 1971) è un ex hockeista su ghiaccio ceco naturalizzato canadese.

## Palmarès

### Olimpiadi
- Argento a Lillehammer 1994 (con il Canada).

### Mondiali
- Bronzo a Helsinki 2012 (con la Repubblica Ceca).